# Ferrovia Caltanissetta Xirbi-Agrigento
La ferrovia Caltanissetta Xirbi-Agrigento è una linea ferroviaria elettrificata a binario unico di RFI che realizza l'interconnessione delle direttrici ferroviarie Palermo-Catania, Siracusa-Canicattì e Palermo-Agrigento che attraversa le province di Caltanissetta ed Agrigento. RFI classifica questa linea tra quelle complementari.
La linea costituisce parte della ferrovia Catania-Agrigento.

## Storia
La ferrovia è una di quelle di più antica progettazione della rete siciliana; la sua costruzione venne iniziata dalla Società Vittorio Emanuele. Tuttavia i lavori saranno proseguiti e terminati dalla Società per le Strade Ferrate Meridionali; nel 1885 entrò a far parte della Rete Sicula. Nel momento della sua realizzazione questa ferrovia venne concepita come una linea di grande importanza commerciale per realizzare il collegamento delle aree zolfifere e per il trasporto dei minerali di zolfo dei grandi bacini minerari di Villarosa e Caltanissetta verso la direttrice di Licata e del suo porto e di quelli di Racalmuto, Comitini e Aragona verso quello di Porto Empedocle
| Tratta                             | Inaugurazione     |
| ---------------------------------- | ----------------- |
| Aragona-Porto Empedocle            | 1º novembre 1874  |
| Caltanissetta-Canicattì            | 24 settembre 1876 |
| Caltanissetta-Caltanissetta Xirbi  | 8 aprile 1878     |
| Canicattì-Aragona                  | 3 novembre 1880   |
| Agrigento Bassa-Agrigento Centrale | 28 ottobre 1933   |

Il primo tratto di linea tra Caltanissetta Centrale e Canicattì, venne terminato il 24 settembre 1876. La stazione di Santa Caterina Xirbi (dal 1927 divenuta Caltanissetta Xirbi) era già stata raggiunta dalla linea ferroviaria di Catania il 1º marzo del 1876; anche tale ferrovia era stata costruita per l'importanza delle attività estrattive delle miniere di zolfo dei bacini della Sicilia centrale e soprattutto per convogliare il minerale su Catania, che finì col diventare il primo porto per l'esportazione del minerale dell'isola. Xirbi venne collegata alla Centrale due anni dopo, l'8 aprile 1878, dato il notevole impegno costruttivo richiesto per scavare tutta una serie di gallerie e costruire un ardito viadotto in muratura.
Il 16 dicembre dello stesso anno 1876 veniva inaugurata anche la tratta Roccapalumba-Porto Empedocle che collegava così gli altri bacini minerari del nisseno e agrigentino al porto di Porto Empedocle. Il 3 novembre 1880 infine con la costruzione del secondo tratto Canicattì - Aragona Caldare, che collegava la linea proveniente da Caltanissetta e Catania con Girgenti, anche se per la via più lunga, anche Palermo e Catania venivano collegate. Il tratto Aragona Caldare-Canicattì di questa ferrovia venne tuttavia realizzato con ingresso da nord nella stazione di Canicattì, probabilmente per meglio instradare i treni carichi di materiale estrattivo in partenza dalle stazioni di Racalmuto, Castrofilippo e Comitini verso il porto di Licata; lo svantaggio comportato da tale scelta progettuale fu quello di obbligare i treni viaggiatori e merci diretti verso Catania al regresso: era infatti ritenuta economicamente più importante la direttrice unente i due bacini minerari e i porti relativi; tuttavia il lunghissimo percorso passante per Aragona Caldare era sempre preferibile ad una estenuante corsa in diligenza, della durata di parecchi giorni, tra i due capoluoghi estremi dell'isola.
Negli anni successivi vi fu lo sviluppo di alcune ferrovie minerarie afferenti e di ferrovie a scartamento ridotto come la Ferrovia Agrigento-Naro-Licata con la sua diramazione Canicattì-Naro e la progettata, ma mai completata, Ferrovia Canicattì-Caltagirone: quest'ultima infrastruttura avrebbe dovuto rappresentare una seconda ferrovia tra Catania ed Agrigento, che avrebbe dovuto utilizzare, nel primo tratto, l'esistente linea per Caltagirone, e nel secondo tratto un nuovo tracciato che dalla città calatina doveva proseguire per Mazzarino, Riesi e Delia- a servizio delle numerose miniere della zona- fino a terminare a Canicattì.
Il 28 ottobre 1933 fu inaugurata la diramazione tra la stazione di Girgenti (ridenominata in Agrigento Bassa) e la nuova stazione di Agrigento Centrale: il collegamento fu il risultato di una serie di lavori iniziati nel 1924 per realizzare, prevalentemente, l'ardita galleria sotto il quartiere San Gerlando.
L'importanza della linea è stata molto grande durante l'epopea zolfifera; tuttavia, a partire dagli anni sessanta la linea ha iniziato a perdere traffico, anche in seguito alla chiusura delle ultime miniere attive e allo spostamento del traffico su strada agevolato dall'apertura della strada statale 640.
Trascurata per molti anni, dalla fine degli anni ottanta ha subito il rinnovamento dell'armamento di linea con limitate rettifiche del raggio di alcune curve e, nel 1992, l'elettrificazione a corrente continua a 3000 Volt e l'installazione di blocco elettrico conta-assi e controllo centralizzato del traffico. Successivamente è stata dotata del Sistema Controllo Marcia Treno (SCMT)  e sono stati soppressi anche alcuni passaggi a livello (come quello molto trafficato di Caltanissetta). La linea tuttavia è condizionata dalla tortuosità e dalla pendenza del tracciato che ne limitano la competitività rispetto al trasporto su gomma.
Negli anni 70 sulla linea Agrigento Bassa-Porto Empedocle è stato sospeso il servizio ordinario di trasporto viaggiatori; la tratta ha ripreso a funzionare solamente negli anni 2000 e 2010, grazie alla collaborazione di RFI (che ne resta proprietaria) e l'associazione privata "Ferrovie Kaos" come ferrovia turistica in alcune occasioni importanti, come durante la Sagra del Mandorlo in Fiore e nei mesi estivi. Sono anche stati avanzati progetti per la trasformazione di questa parte della ferrovia in una metropolitana di superficie, con la realizzazione di nuove fermate nei quartieri di Fontanelle e San Michele, per il potenziamento delle linee Palermo-Agrigento e Catania-Agrigento. All'inizio degli anni 2020, inoltre, si è tornato a parlare di un futuro e nuovo collegamento ferroviario a scartamento ordinario tra le stazioni di Porto Empedocle e Castelvetrano (che in parte esclude alcuni tratti della vecchia linea), al fine di chiudere l'anello ferroviario della Sicilia.
Dal marzo al dicembre 2024 la tratta Caltanissetta Xirbi-Aragona Caldare è stata momentaneamente chiusa per dei lavori di manutenzione e ammodernamento con sostituzione di autocorse tra Agrigento Centrale e Caltanissetta Xirbi. Resterà comunque operativa la stazione di Caltanissetta Xirbi da Palermo fino a Dittaino, per consentire i lavori di raddoppio della ferrovia Palermo-Catania. In occasione è stato chiuso anche il tratto Canicattì-Siracusa (che non include lavori di elettrificazione).

## Caratteristiche
| Continuation backward |

| Station on track |

| Unknown route-map component "CONTgq" | Unknown route-map component "ABZgr" |  |

| Small bridge over water |

| Enter and exit tunnel |

| Station on track |

| Non-passenger station/depot on track |

| Station on track |

|  | Unknown route-map component "kkSTR2" | Unknown route-map component "kSTRc3" |

| Unknown route-map component "3STR+1" | Unknown route-map component "3STRq-" | Unknown route-map component "3STR+4" + Unknown route-map component "kSTR+4" |

| Straight track | Unknown route-map component "exKBHFa-L" | Unknown route-map component "BHF-R" |

| 161+008 |
| 154+242 |

| Unknown route-map component "c" | Straight track | Unknown route-map component "exABZgl" | Unknown route-map component "eKRZu" | Unknown route-map component "excCONTfq" |

| Unknown route-map component "c" | Unknown route-map component "kSTR2" | Unknown route-map component "exSTR2" | One way leftward + Unknown route-map component "exSTRc3" | Unknown route-map component "cCONTfq" |

| Unknown route-map component "c" | Unknown route-map component "kSTRc1" | Unknown route-map component "kkSTR+4" + Unknown route-map component "exSTRc1" | Unknown route-map component "exCONT4" | Unknown route-map component "c" |

| Non-passenger station/depot on track |

| Station on track |

| Stop on track |

| Non-passenger station/depot on track |

| Unknown route-map component "CONTgq" | Unknown route-map component "ABZg+r" |  |

| Station on track |

|  | Unknown route-map component "eABZg+l" | Unknown route-map component "exCONTfq" |

| Station on track |

| Unknown route-map component "SHI3+l" | Unknown route-map component "dSHI3gr" |  |

| One way leftward | Unknown route-map component "dKRZu" | Unknown route-map component "KBHFeq" |

| Enter and exit short tunnel |

| Unknown route-map component "SKRZ-G2BUE" |

| Unknown route-map component "SKRZ-G2BUE" |

| Enter and exit tunnel |

| Unknown route-map component "STRu" |

| Unknown route-map component "hbKRZWae" |

| Enter and exit short tunnel |

| Stop on track |

| Unknown route-map component "hKRZWae" |

| Enter and exit tunnel |

| Station on track |

|  | Unknown route-map component "eABZg+l" | Unknown route-map component "exKBHFeq" |

| Unknown route-map component "KHSTxe" |

| Unknown route-map component "exCONTf" |

Trattandosi di linea strategicamente importante, per via dell'attraversamento di aree caratterizzate dalla massiccia presenza di miniere di zolfo, a suo tempo venne dotata di infrastrutture di un certo rilievo, atte a consentire il traffico con le locomotive a vapore, che abbisognavano di consistenti rifornimenti d'acqua dato il tracciato con forti pendenze, che arrivano al 30 per mille, tra Aragona ed Agrigento Bassa ed al 25 per mille tra le due stazioni del capoluogo nisseno, con raggi di curvatura di 300 (m. 150 tra Agrigento Bassa ed Agrigento Centrale); il grado di prestazione della linea è 28. Date le succitate caratteristiche del tracciato, vennero dunque dotate di rifornitori di acqua e di carbone e di locomotiva di riserva le stazioni di Santa Caterina Xirbi, Canicattì, Girgenti, Porto Empedocle. Per il ricovero e l'accudienza delle locomotive vennero impiegati i depositi locomotive di Caltanissetta Centrale e le rimesse di Agrigento e Porto Empedocle.
In seguito alla "dieselizzazione" della linea dalla metà degli anni settanta l'importanza di questi impianti è diminuita fino a scomparire in seguito alla trasformazione della linea a trazione elettrica a 3000 volt a corrente continua, completata nel 1992. L'elettrificazione tuttavia non ha risolto i problemi della linea vetusta nel tracciato e poco competitiva, sia per il traffico merci (oggi assolutamente marginale) che passeggeri, a causa della bassa velocità imposta ai convogli ed alla necessità del regresso a Canicattì, con eventuale cambio di locomotore. Così, se sul tracciato la velocità media consentita si attesta sugli 80 km/h circa, con punte fino a 95 km/h, la velocità commerciale si aggira invece intorno ai 60 km/h.
La linea venne costruita a semplice binario con rotaie giuntate montate su traverse di legno. Intorno agli anni sessanta le rotaie usurate vennero sostituite con rotaie usate risanate da 46 kg/m in barre saldate da 36 m con giunti sfalsati. A partire dagli anni ottanta l'intera linea è stata oggetto di lavori di rinnovo dell'armamento che è stato gradualmente sostituito con rotaie di tipo UNI 50. Sono stati sostituiti anche i vecchi deviatoi con quelli per armamento pesante (60 UNI). Dagli anni novanta la linea è esercita a trazione elettrica a corrente continua a 3000 volt. La ferrovia misura poco più di 85 chilometri complessivi (di cui solo 77,3 km attualmente aperti al transito ordinario): lungo il suo percorso si contano 10 stazioni operative. I tunnel che lo interessano, se si eccettuano quelli scavati al di sotto degli abitati di Caltanissetta ed Agrigento, sono prevalentemente di lunghezza ben inferiore al chilometro, e tutti sono a canna unica.

### Tracciato
La ferrovia, a binario unico elettrificato, ha origine dal nodo ferroviario di Caltanissetta Xirbi, stazione passante della linea Palermo-Catania, iniziando a prendere quota sin dagli scambi di uscita e, dopo una breve galleria, piega a sud-ovest in direzione all'abitato nisseno. Caltanissetta viene raggiunta una decina di chilometri più a sud, dopo avere attraversato, con una serie di brevi gallerie, le colline circostanti ed aver oltrepassato, con un elegante ponte a dodici archi, il vallone Busiti. A poca distanza dal viadotto ha inizio il tratto, lungo poco meno di due chilometri, della Galleria Caltanissetta (1.748 metri), scavata sotto la parte settentrionale del capoluogo. Lo sbocco del tunnel è proprio in prossimità della stazione di Caltanissetta Centrale. Superata la stazione, la linea si spinge rapidamente in campagna, nel pianoro densamente urbanizzato di Pian del Lago, piegando a sud-ovest, in direzione del contiguo centro di San Cataldo, che viene soltanto lambito dalla ferrovia: nel quartiere di Bigini, nei dintorni della Zona Industriale e dello svincolo della statale 640, è presente una fermata. Lasciata San Cataldo e superata la galleria di Grotta d'Acqua, prosegue per alcuni chilometri in prossimità alla statale 640, in corrispondenza dell'area industriale di Grotta d'Acqua puntando decisamente verso Serradifalco allontanandosi dalla Statale 640 e inoltrandosi in una zona collinare brulla e poco antropizzata. Superato il fabbricato viaggiatori di Serradifalco, che sorge in aperta campagna, la ferrovia lascia la provincia nissena entrando in quella agrigentina e prosegue in direzione sud-ovest seguendo lo stesso percorso della statale 122; in questo tratto la ferrovia si snoda per alcuni chilometri tra i filari dei vitigni della campagna canicattinese. Alla periferia di Canicattì, il binario proveniente da Caltanissetta si affianca a quello proveniente da Agrigento, proseguendo parallelo e perdendo quota fino all'importante stazione di Canicattì nella quale i due binari entrano da nord. Da qui la linea prosegue senza elettrificazione verso Licata e Gela, in direzione Siracusa. La prosecuzione dei treni verso Agrigento, al contrario, li obbliga al regresso. A Canicattì era presente anche una diramazione a scartamento ridotto per Naro soppressa nel 1959 e, una linea in costruzione fino agli anni cinquanta, ma mai entrata in servizio, per Caltagirone. Ambedue erano concepite in funzione degli impianti di estrazione dello zolfo.
Dopo aver superato Canicattì, il tracciato ferroviario diventa meno lineare: aggirando l'area collinare di Serra di Cazzola, si avvicina alla zona di Castrofilippo, ove esisteva una stazione a circa 4 km dall'abitato. La linea prosegue affiancata all'itinerario della statale 640 e poi se ne allontana definitivamente attraversando le periferie dei comuni di Racalmuto e Grotte ove sono presenti due fermate distanziate alcuni chilometri l'una dall'altra. Il percorso prosegue approssimandosi a Comitini, diventando più tortuoso e seguendo l'orografia collinare del territorio. La zona in questione ai tempi in cui fu costruita la linea ferrata, era ricca di miniere di zolfo: di ciò c'è traccia ancora oggi nel nome dello scalo, dismesso, di Comitini-Zolfare, posto a metà strada tra le fermate di Grotte ed Aragona-Caldare.
Nella stazione di Aragona Caldare la linea da Caltanissetta si congiunge con quella proveniente da Palermo; lo scalo, pur essendo distante dall'abitato di Aragona, conserva una certa importanza in quanto nodo di interscambio per i viaggiatori. Nell'ultima tratta, in pendenza, la ferrovia entra prima nella zona industriale e poi nella periferia residenziale di Agrigento, correndo contigua alla statale 189; quindi, nella zona di Fontanelle, ha un tratto in galleria San Giuseppuzzo, lunga circa mezzo chilometro, e sbocca a breve distanza dalla stazione di Agrigento Bassa.
Dalla stazione Bassa la linea si dirama in due direzioni distinte. Una linea prosegue in direzione sud, passa al di sotto del contrafforte argilloso ove sorge il quartiere del Quadrivio Spinasanta e aggira la zona collinare di Agrigento costeggiando anche il Parco Archeologico della Valle dei Templi (presso il quale è stata attivata nel 2002 una nuova fermata in prossimità dei resti del Tempio di Vulcano). Infine, dopo una serie di ponti e gallerie, la ferrovia raggiunge Porto Empedocle. Qui, nei secoli XIX-XX giungevano i treni merci per l'esportazione via mare dei prodotti estrattivi ed agricoli delle aree interne. La stazione di Porto Empedocle, possiede un ampio fascio binari in quanto stazione terminale e sede di interscambio con la linea a scartamento ridotto per Castelvetrano (fino alla sua soppressione nel 1978); era chiamata "Centrale" per distinguerla dalle altre presenti in città.
Dalla stazione Bassa parte anche la diramazione che la congiunge con quella Centrale, la quale si sviluppa a monte della linea per Porto Empedocle, con cui si interseca in sopraelevazione, prima di un breve tratto in galleria sotto la zona di Spinasanta; a questo punto, la ferrovia si avvicina al capoluogo agrigentino da nord, attraversando un'area argillosa e superando la parte nord-occidentale della città vecchia (in corrispondenza del quartiere storico di San Gerlando) con un'unica galleria curvilinea, estesa circa 500 metri. In vicinanza dello sbocco del tunnel ferroviario è posta la stazione Centrale, la stazione di testa del percorso di circa 3 km complessivi.

### Sistemi di esercizio
Per la circolazione dei treni all'inizio venne adottato il regime di consenso telegrafico in seguito sostituito da quello telefonico tra i Dirigenti Movimento delle stazioni del percorso. Negli anni trenta venne istituita anche su questa linea la Dirigenza Unica suddividendo la linea, tra i DU di Caltanissetta e Agrigento, coadiuvati da alcune stazioni intermedie più importanti come Aragona Caldare, Canicattì, Caltanissetta presenziate da Capostazione locale. Alla fine degli anni settanta venne avviato un programma di automatizzazione delle stazioni allo scopo di eliminare la obsoleta dirigenza unica sostituendola con quella a Dirigente Centrale Operativo e Controllo Centralizzato del Traffico.
La linea venne attrezzata con Blocco conta-assi con sede del Dirigente Centrale Operatico (DCO) prima a Caltanissetta e successivamente a Palermo.

### La trazione a vapore
Sulla linea hanno circolato locomotive a vapore di vari tipi; tra queste anche quelle del tipo Gr.740, Gr.741, e Gr.743.
A partire dalla fine degli anni trenta alcuni treni viaggiatori di materiale ordinario sono stati sostituiti da automotrici del tipo ALn 56; nel primo dopoguerra con le ALn 772.

### La trazione diesel
Dagli anni settanta è iniziata la progressiva sostituzione delle automotrici più obsolete con le (allora) nuove ALn 668 delle serie 1400, 1500 e poi 1600 suddivise tra i depositi locomotive di Catania, Caltanissetta, Siracusa e Palermo.
Per i treni di materiale ordinario, molto frequenti sulla linea- basti pensare alla celeberrima Freccia del Sud- e per i treni merci iniziarono ad essere utilizzati i locomotori diesel-elettrici D.343 e D.443 con l'uso dei carri riscaldo per il riscaldamento a vapore delle carrozze viaggiatori in inverno.
La trazione diesel è impiegata nonostante l'elettrificazione della linea; le automotrici più impiegate risultano le ALn 668.3000, le ALn 668.3100, e le ALn 668.3200: negli orari di maggiore frequentazione le automotrici vengono accoppiate per aumentare l'offerta di posti a sedere. Frequenti anche i moderni Minuetti diesel.

### La trazione elettrica
Anche se con molto ritardo rispetto alla necessità, negli anni novanta, si è proceduto all'elettrificazione dell'intera tratta permettendo quindi l'uso di locomotive elettriche. Sono quindi comparse le Elettromotrici ALe 582. Sporadicamente venivano utilizzati, in caso di mancanza di materiale, convogli ALe 841 e rimorchiate. Per i treni di materiale ordinario o a lunga percorrenza, circolavano invece le locomotive E.646, E424, E.464, E.636, e dal 2009 le E.633, fino alla soppressione dei treni a lunga percorrenza decisa con la modifica del 2011 dell'orario invernale di Trenitalia.
A partire dal 2006 sulla linea sono anche apparsi i convogli Ale 501, meglio noti come Minuetto, che, attualmente, sono gli unici mezzi a trazione elettrica impiegati sul tracciato, in quanto, le ALe 582 vennero trasferite nel 2012 alla DTR Calabria.

## Traffico
La ferrovia è percorsa da un capo all'altro unicamente dai treni regionali diretti della relazione Agrigento C.le - Caltanissetta C.le - Caltanissetta Xirbi: in orario risultano quattro coppie di treni nei giorni feriali ed una in quelli festivi.
In passato la linea era percorsa anche dal treno Espresso Freccia del Sud, che collegava Agrigento con Milano. Dopo la soppressione nel 2010 venne sostituito dall'Espresso Agrigento-Roma che con il cambio di orario 2010-2011 venne soppresso definitivamente.